# Cristianos Demócratas por la República
Cristianos Demócratas por la República (Cristiani Democratici per la Repubblica) (CDR) fue un partido político italiano democristiano activo  en los últimos años del siglo XX. 
El partido se creó en febrero de 1998 como una escisión de Centro Cristiano Democrático (CCD). Su líder era Clemente Mastella, hasta entonces presidente de ese partido.
En junio de 1998 se unieron a CDR Francesco Cossiga, Cristianos Democráticos Unidos (CDU) de Rocco Buttiglione, Pacto Segni de Mario Segni y disidentes de Forza Italia, Alianza Nacional y la Liga Norte para formar la Unión Democrática por la República (UDR).
En febrero de 1999, cuando UDR se dividido entre los partidarios de Cossiga y los de Mastella, el núcleo de la antigua CDR entró en la nueva Unión de Demócratas por Europa (UDEUR), que luego se convirtió en Populares UDEUR.
- Datos: Q3206457
- Multimedia: Cristiano Democratici per la Repubblica / Q3206457